# Heidi (1965)
Heidi ist ein österreichischer Film aus dem Jahr 1965. Er entstand unter der Regie von Werner Jacobs. Die Handlung basiert auf dem gleichnamigen Roman von Johanna Spyri.

## Handlung
Die Handlung ist nahezu identisch mit der Verfilmung Heidi von 1952.

## Kritiken
„Die liebenswürdige Gestaltung läßt über die überaus konventionelle Machart hinwegsehen. Als Familienunterhaltung brauchbar.“

„Für kleine und große Kinder trotz formaler Mängel eine liebenswerte und geeignete Unterhaltung.“

## Besonderheiten
- Die Heidi-Verfilmung von 1965 ist ein farbiges Remake des Schwarzweißfilms von 1952.
- Drehbuch und Drehorte sind nahezu identisch, allerdings wurden komplett andere Schauspieler eingesetzt.
- Der Film von 1965 wurde etwas modernisiert: Statt einer Dampflok ist eine E-Lok zu sehen und Autos statt Pferdekutschen.
- Für den Autor Richard Schweizer war es der letzte Film. Er starb noch im selben Jahr durch die eigene Hand.